# Ranunculus quinatus
Ranunculus quinatus är en ranunkelväxtart som beskrevs av T. Brodtbeck. Ranunculus quinatus ingår i släktet ranunkler, och familjen ranunkelväxter. Inga underarter finns listade i Catalogue of Life.